# Tipografia poliglotta vaticana
La Tipografia vaticana (fino al 1991, fusione con la tipografia de L'Osservatore Romano, denominata invece Tipografia poliglotta vaticana) è un organismo della Curia romana che si occupa della stampa tipografica di documenti della Santa Sede come i libretti delle celebrazioni nonché le copie de L'Osservatore Romano.

## Storia

### I precedenti
Nel 1587 papa Sisto V fece allestire nei Palazzi Vaticani una stamperia con il breve Eam semper (27 aprile 1587). I primi testi pubblicati (1587-1589) furono: le opere di San Basilio, di Papa Gregorio Magno e di San Bonaventura, il primo volume degli Annales ecclesiastici di Cesare Baronio e i tre volumi delle Controversiae di Roberto Bellarmino. Nel 1590 apparve la prima edizione ufficiale della Vulgata (cosiddetta "Bibbia Sistina"), seguita nel 1593 dalla monumentale Bibliotheca del gesuita Antonio Possevino.

### La Tipografia poliglotta
Nel 1626 Urbano VIII fondò la «Tipografia Poliglotta» della Sacra Congregazione de Propaganda Fide, allo scopo di fornire le pubblicazioni necessarie alle missioni. L'iniziativa fu concepita su impulso di un consultore della Congregazione dell'Indice, Francesco Ingoli.
Nel 1715 venne affidata in gestione al tipografo Giovanni Maria Salvioni che la diresse fino alla sua morte lasciandola poi ai figli. L'attuale sede fu costruita nel 1908 per volontà di papa Pio X. Nel 1937 venne affidata da papa Pio XI ai salesiani mentre nel 1991 vi furono importanti opere di ammodernamento delle tecnologie di stampa.
Il 27 giugno 2015, con il motu proprio L'attuale contesto comunicativo, papa Francesco ha stabilito che la Tipografia Vaticana venisse accorpata, insieme a tutti gli enti della Santa Sede che si occupano di comunicazione, all'interno del nuovo dicastero denominato Segreteria per la comunicazione.

## Prodotti
Tra le principali opere prodotte si trovano bibbie, libri liturgici, regole di istituti religiosi, pubblicazioni d'arte per i Musei vaticani e la Biblioteca apostolica vaticana, libri editi dalla Libreria Editrice Vaticana stampati anche in 15 lingue diverse nonché cartoline, dépliant e poster. Viene curata anche la stampa di atti ufficiali come l'Annuario pontificio e gli Acta Apostolicae Sedis.